# 오차키우

오차키우 시 의회 청사

오차키우(우크라이나어: Очаків)는 우크라이나 미콜라이우주의 도시로 면적은 12.49km2, 인구는 7000명(2024년 기준), 인구 밀도는 1,076명/km2이다. 드네프르강 우안의 어귀와 접한다.

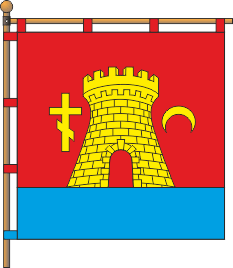
시기
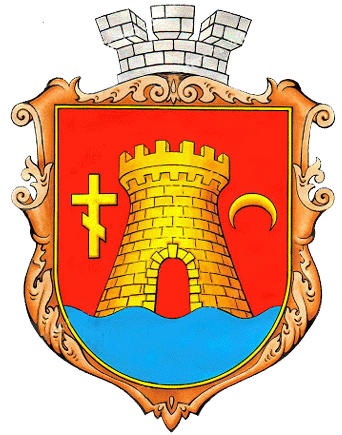
시 문장